# サド・ジョーンズ / メル・ルイス・アンド・マヌエル・デ・シーカ
『サド・ジョーンズ / メル・ルイス・アンド・マヌエル・デ・シーカ』（Thad Jones / Mel Lewis and Manuel De Sica）は、サド・ジョーンズ / メル・ルイス・ジャズ・オーケストラのアルバムである。

## 収録曲
1. ファースト・ジャズ・スイート - "First Jazz Suite"
  1. ブラッスリー - "Brasserie" - 3分19秒
  2. ファーザー - "Father" - 4分3秒
  3. シング - "Sing" - 5分22秒
  4. バラード - "Ballade" - 3分9秒
  5. フォー・ライフ - "For Life" - 5分54秒
2. リトル・ピクシー - "Little Pixie" - 12分19秒

## 演奏メンバー
- マヌエル・デ・シーカ (Manuel De Sica) - 作曲
- サド・ジョーンズ - フリューゲルホルン
- メル・ルイス - ドラム
- ローランド・ハナ (Roland Hanna) - ピアノ
- ジョージ・ムラーツ (George Mraz) - ベース
- ジェリー・ダジォン (Jerry Dodgion) - アルトサックス、フルート
- エディー・ズィーキス (Eddie Xiques) - アルトサックス、クラリネット
- ビリー・ハーパー (Billy Harper) - テナーサックス
- ロン・ブリッジウォーター (Ron Bridgewater) - テナーサックス、クラリネット
- ペッパー・アダムス (Pepper Adams) - バリトンサックス
- ジョン・ファディス (John Faddis) - トランペット
- ジム・ボッシー (Jim Bossy) - トランペット
- スティーヴ・ファータド (Steve Furtado) - トランペット
- セシル・ブリッジウォーター (Cecil Bridgewater) - トランペット
- ジミー・ネッパー (Jimmy Knepper) - トロンボーン
- クエンティン・ジャクソン (Quentin Jackson) - トロンボーン
- ビリー・キャンベル (Billy Campbell) - トロンボーン
- クリフ・ヘザー (Cliff Heather) - トロンボーン
- ディー・ディー・ブリッジウォーター (Dee Dee Bridgewater) - ボーカル